# Clotaire Rapaille
Clotaire Rapaille, né le 5 août 1941 à Paris (France) est un conférencier et entrepreneur en marketing d’origine française établi aux États-Unis. Sujet de multiples controverses, ses déclarations et son expertise ont été maintes fois remises en question.
Son travail en marketing se base sur son intérêt pour la psychiatrie et la psychanalyse. Il est détenteur de certificats en psychologie, d’une licence en sciences politiques et de ce qu’il présente comme un doctorat en psychologie sociale avec une dimension d’anthropologie médicale de la Sorbonne,,,. Il est l’auteur de plusieurs livres, dont The Culture Code et 7 Secrets of Marketing in a Multi-Cultural World.
Rapaille est engagé comme consultant par plusieurs entreprises afin de les aider à percer dans de nouveaux marchés, bien qu’il ait été révélé plusieurs fois que son curriculum vitae a été embelli. Il a aidé à créer la PT Cruiser,,,.

## Biographie
Il soutient sa thèse de doctorat en psychologie en 1969 auprès de Jean Stoetzel à l’Université de la Sorbonne, qui porte sur les croyances de communautés nicaraguayennes par rapport à la maladie. Il publie ses premiers ouvrages sous le nom de Gilbert Rapaille, mais opte finalement pour celui de Clotaire Rapaille.
Philippe Dupont, un ami de Rapaille, l’admire tout en étant sceptique quant à ses « fabulations ». Il affirme : « pour moi, c’est quelqu’un qui a beaucoup de qualités, mais il a tendance à réécrire. […] ça nuit à sa crédibilité. D’ailleurs, s’il a quitté la France [en 1981], c’est que les gens le prenaient pour trop farfelu ».
Il travaille en France en tant que conseiller en marketing et en développement personnel, où il se présente comme docteur en psychologie. En 1981, il émigre de façon permanente aux États-Unis, où il se décrit comme docteur en anthropologie médicale et jouit, notamment au début des années 2000, d’une profitable carrière de consultant auprès de grandes corporations souhaitant « décoder » le consommateur afin d’adapter leurs produits et leurs communications,,.
La Ville de Québec lui confie un mandat à l’automne 2009, mais celui-ci est annulé après qu’un journaliste révèle en mars 2010 d'importants mensonges dans son curriculum vitæ. Il avait déjà suscité une certaine controverse quelques semaines auparavant lorsqu'il affirmait que les habitants de la ville sont des « sadomasochistes fiers, mais névrosés ». Au bout du compte, il empoche tout de même environ 250 000 dollars. Après cette mésaventure, Rapaille a toutefois continué, occasionnellement, de prononcer des conférences ou obtenir des contrats auprès de firmes américaines, chez qui la saga médiatique québécoise n’a pas fait grand bruit.

## Controverses

### Incohérences et exagérations
Les déclarations douteuses et les histoires contradictoires de Rapaille se multiplient au fil du temps. Au Québec, lors d’un reportage de l’émission télévisée Infoman, Rapaille souligne que son enfance à l’ère de l’occupation allemande (de 1940 à 1944) aurait été marquée par la musique de l'artiste québécois Félix Leclerc, alors que son premier album n'est sorti qu'en 1951 et ne s’est pas fait connaître en France avant les années 1950. Rapaille corrigera sa déclaration par la suite, mais la contradiction suffit à éveiller les suspicions qui mèneront à la résiliation de son contrat avec la Ville de Québec (voir la section Image de la Ville de Québec),,.
Il affirme, lors d’une entrevue avec Nouvel Obs, être passé à 24 heures de la mort lors des attentats du 11 septembre 2001. Il aurait été à bord du vol 93 d’United Airlines à destination de San Francisco le 10 septembre 2001, affirmant que le même avion est entré en collision avec l’une des tours du World Trade Center le lendemain. En réalité, cet avion s’est plutôt écrasé dans un champ de la Pennsylvanie. Une fois la contradiction soulignée, il affirme plutôt avoir pris un vol « semblable ».
Interrogé par un journaliste au sujet de sa relation d’affaires avec l’entreprise Jeep Wrangler, il se remémore le souvenir d’un soldat américain au volant d’une Jeep venu libérer son pays natal en 1944; ce dernier lui aurait donné du chocolat. Il raconte ce même souvenir deux ans plus tard, mais cette fois-ci, le soldat américain l’aurait amené faire une promenade dans son tank et lui aurait donné de la gomme à mâcher. Selon les dires de Rapaille, cet événement se serait déroulé en Normandie, près de la maison familiale. Toutefois, il relate de nouveau l’histoire quelques mois plus tard, qui se serait désormais déroulée à Paris, où il aurait passé la vaste majorité de la guerre. En 2006, il mentionne de nouveau le soldat américain dans son livre Culture Codes. Il le dédie au « G.I. perché sur son tank, qui m’a donné du chocolat et du chewing-gum deux semaines après le débarquement ». Cette affirmation est contradictoire avec l’idée que cet événement se soit déroulé à Paris, puisque le débarquement de Normandie a eu lieu dans la nuit du 5 au 6 juin 1944 et que les forces américaines ne se sont rendues à Paris que 2 mois et demi après leur arrivée en Normandie. Lorsque les incohérences de son récit sont soulevées, il affirme n’avoir aucun souvenir direct de l’événement et se fier à ce que sa mère et sa grand-mère lui ont raconté. De plus, il attribue ces contradictions aux journalistes, en affirmant que ces derniers inventent des histoires lorsqu’ils n’en trouvent pas,.
Il publie en 1976 ce qu’il présente comme un livre incontournable en matière de publicité en France, intitulé La communication créatrice. Pourtant, le livre ne semble pas avoir rencontré le succès que son auteur évoque. En 2010, le quotidien québécois Le Soleil interroge plusieurs figures du domaine de la publicité en France au sujet de cet ouvrage, notamment les directeurs des deux principales écoles de publicité françaises et des membres de l’Association française du marketing ainsi que de l’Association des agences-conseils en communication, qui ignorent tous l’existence de l’ouvrage. De plus, Le Soleil n’a pu dénicher que deux études scientifiques qui citent le livre en question; leur auteur est un employé de Archetype Discoveries WorldWide, l’entreprise de Clotaire Rapaille. À cela, Rapaille répond que toutes les personnes qui ont contribué à son renom sont mortes ou à la retraite. Les journalistes du quotidien n’arrivent à trouver qu’une seule copie du livre dans les bibliothèques françaises,.
Il déclare avoir participé à rehausser l’image de grandes villes telles que Dubaï, Singapour, Hong Kong, Venise et Macao, ce qui se révèle être un mensonge : son contrat avec la Ville de Québec serait le premier auprès d’une institution publique. Une fois l'incohérence soulevée, il précise qu’il aurait plutôt travaillé auprès de clients privés dans ces villes, où il aurait travaillé à découvrir le « code » des villes, et non pas améliorer leur image. De plus, il affirme avoir travaillé pour le gouvernement français sous Pompidou, mais ce dernier est décédé en 1974 alors que Rapaille crée son entreprise en 1976,,,. Questionné sur la contradiction, il explique qu’il a plutôt travaillé pour la fondation de la femme du président, Claude Pompidou, laquelle a été créée en 1970. Qu’à cela ne tienne, la liste de clients de Rapaille fait référence à la « découverte d’archétype pour le président français Georges Pompidou sur "l’énergie nucléaire" ».
Rapaille dit avoir forgé une image de lui-même plus grande que nature pour convaincre les entreprises de l’engager. Cette image justifie notamment l’acquisition d’un château, d’une voiture luxueuse et de vêtements griffés. Cette stratégie lui a valu du succès aux États-Unis, mais pas en France; il explique ceci en affirmant que « les gens sont moins critiques » aux États-Unis. Au sujet des citoyens de ce pays, il affirme également qu’« il faut tout simplifier. Si c’est trop compliqué, ils ne vous écoutent pas »,.

### Image de la Ville de Québec
En février 2010, la Ville de Québec, Pôle Québec Chaudière-Appalaches (actuel Québec International), le Bureau de la Capitale nationale et l’Office du tourisme de Québec font appel à Rapaille pour découvrir le « code » de la région de Québec. Rapaille soulève des réactions dans la population lorsqu’il caractérise les citoyens de Québec de « masochistes » ayant un penchant irrépressible pour la comparaison à Montréal et ayant besoin du reste du Canada afin d’entretenir une relation sadomasochiste. Il met en garde que le fait de ne pas mettre à jour l’image de la ville conduirait celle-ci à devenir une « maison de retraite pour des vieillards qui mangent de la poutine ».
Le 27 mars 2010, le quotidien Le Soleil publie un article de Pierre-André Normandin, intitulé Clotaire Rapaille décrypté : un homme et sa légende, démontrant que la biographie de Rapaille, affichée sur le site Internet de ce dernier, contient plusieurs invraisemblances et exagérations,. La nouvelle fait boule de neige et est reprise par de nombreux médias québécois, dont Le Téléjournal,,.
Le 29 mars 2010, le maire de Québec, Régis Labeaume, résilie le contrat à la suite de l’embarras que provoque la controverse entourant Rapaille, malgré les tentatives de ce dernier pour convaincre le chef de cabinet du maire de ne pas résilier le contrat, sans succès. Il est sommé d’expliquer la situation, mais le principal intéressé est d’abord impossible à joindre, puis évasif sur la question. 130 000 dollars des 300 000 dollars du contrat ont déjà été versés.
Le 6 avril 2010, le maire de Québec annonce au conseil municipal qu’une entente a été conclue avec Rapaille. 75 000 dollars seront versés en honoraires supplémentaires et 25 000 dollars pour les frais de transport et d’hébergement. Au total, la rémunération du conseiller se chiffre à 225 000 dollars plus environ 25 000 dollars pour les frais reliés aux groupes de discussion (recrutement et compensation des participants)[réf. nécessaire].
La controverse entourant Rapaille a inspiré la pièce satirique Clotaire Rapaille, l’opéra-rock, présentée par le Théâtre d’Aujourd’hui les 21 et 22 décembre 2012, dont l’intrigue gravite autour des fumisteries d’un gourou du marketing.

## Théories et travaux

### Empreintes
Rapaille aurait développé sa théorie sur le cerveau après avoir travaillé comme psychologue pour enfants avec autisme. Questionné plus tard à ce sujet, il concède que son travail auprès d’enfants avec autisme est « limité » et se dit opposé à la spécialisation,. Il a étudié les travaux de Konrad Lorenz sur la théorie de John Bowlby : les empreintes et la théorie de l’attachement,. Ce travail l’a amené à croire que les enfants apprennent tout en un mot donné et l’idée qui s’y rattache; ils l’associent à certaines émotions. Il a appelé cette association primitive une « empreinte émotionnelle ». Cette empreinte détermine l’attitude d’une personne à l’égard d’une chose en particulier. Ces empreintes individuelles regroupées forment un inconscient collectif culturel, qui préorganise et influence inconsciemment le comportement d’une culture,.

### Cerveau reptilien
Rapaille souscrit à la théorie, aujourd’hui considérée comme obsolète, du cerveau triunique de Paul D. MacLean, qui décrit trois cerveaux distincts : le cortex, le limbique, et le reptilien. Il y a d’abord le système limbique qui abrite les émotions et qui se trouve sous le cortex, siège de la logique et de la raison, puis le cerveau reptilien qui, selon une théorie de Rapaille, est camouflé sous les deux précédents.
Rapaille estime que les décisions d’achat sont fortement influencées par le cerveau reptilien, qui se compose du tronc cérébral et du cervelet. Uniquement accessible via le subconscient, le cerveau reptilien serait la maison de nos instincts intrinsèques. Il programme deux choses importantes : la survie et la reproduction. Rapaille propose que, dans une bataille à trois entre le cortex, le limbique (siège de l’émotion) et le cerveau reptilien, ce dernier gagnerait toujours parce que la survie passe avant tout. Cette théorie est devenue la base de ses réflexions sur ce que signifie un produit aux consommateurs sur le niveau le plus fondamental. Le dicton de Rapaille est « le cerveau reptilien gagne toujours ».

### Inconscient collectif culturel
Sa recherche sur les consommateurs cherche à comprendre ce que Rapaille identifie comme « l’inconscient culturel collectif ». Lors de l’ouverture de son livre, 7 secrets du Marketing, il affirme : « Les cultures, comme les individus, ont un inconscient. Cet inconscient est actif en chacun de nous, et nous fait faire des choses dont on pourrait ne pas être au courant ». Cet inconscient collectif culturel peut être défini comme une piscine d’expériences partagées qui préorganise et influence inconsciemment le comportement d’une culture.

### La méthode Rapaille
Rapaille utilise des groupes de discussion (focus group) afin de saisir le sentiment inconscient, qu’il qualifie de « code culturel »,, des consommateurs d’un pays à l’égard d’un produit, d’une notion ou d’une destination touristique,. Les participants sont graduellement menés à livrer leurs impressions premières du produit (« Quand j’étais enfant, les camions me semblaient énormes, terrifiants… ») au lieu de fournir les rationalisations courantes de consommation (« J’ai choisi ce modèle de camion parce qu’il est économe en carburant »). Les témoignages sont par la suite « psychanalysés » et résumés sous la forme d’une formule choc (« Aux États-Unis, le mot-clé pour l’automobile est "identité", il serait "ingénierie" pour l’Allemagne »). Finalement, le produit est remodelé pour correspondre plus fidèlement aux désirs inconscients des consommateurs. Par exemple, un camion pourrait être modifié afin d’être plus imposant et de présenter des lignes de carrosserie plus agressives.
La méthode Rapaille est employée par plusieurs spécialistes en marketing, notamment par l’agence latino-américaine Mindcode International. Une demande de brevet d’invention a été déposée par Rapaille en 2004 concernant sa méthode appliquée à la publicité de vêtements en cuir[source insuffisante].

### Rapaille et l’industrie du tabac
Rapaille s’est associé avec Philip Morris dans un projet d’archétype pour étudier les raisons émotionnelles qui poussent les fumeurs à fumer. De façon que la société puisse utiliser ces émotions dans des publicités, Rapaille a trouvé que la première expérience typique est la vue d’un adulte admiré en train de fumer et le sentiment d’exclusion de l’activité, puis le sentiment fort de vouloir y prendre part. Rapaille relie alors l’action de fumer avec les rites d’initiation à l’âge adulte, à la prise de risque, à l’intégration au sein d’un groupe et à la participation à une « activité d’adulte ». L’aboutissement de l’étude sera : « La première empreinte de l’action de fumer est le fait que les adultes le font, et que moi, étant mineur, je suis exclu ». Un élément critique dans ce contexte est le fait que l’individu est à ce moment « dehors, exclu… ».
Voici les recommandations de Rapaille à Philip Morris :
- établir que fumer est uniquement pour les adultes ;
- rendre difficile l’accès aux cigarettes par les mineurs ;
- continuer de jouer sur l’aspect de prise de risque et sur l’aspect ambigu de la morale de cette activité ;
- marquer la dangerosité : fumer, c’est pour les gens qui aiment prendre des risques, qui ne sont pas effrayés des tabous et qui prennent la vie comme une aventure ;
- amplifier le rituel de fumer, du feu et de la fumée ;
- amplifier la conformité de chaque individu : choisir cette marque renforce l’identité et l’appartenance au groupe.

Les recommandations de Rapaille à Philip Morris expliquent pourquoi la marque restreint fortement la vente aux mineurs et éloigne la cigarette des enfants.

## Ouvrages

### En français
- Culture Codes (comment déchiffrer les rites de la vie quotidienne à travers le monde), 2008
- Comprendre ses parents et ses grands-parents, Paris, Marabout, 1982, en français
- Le Trouple ("l'amour c'est regarder à deux la même télévision"), Paris, éditions Menges, 1980
- Si vous écoutiez vos enfants, Paris, éditions Menges, 1978
- La Communication créatrice, Paris, éditions Dialogues, 1976
- Wisdom Of Madness Thomas Jefferson State College, Michigan State University, manuscript, 1975
- Je t'aime, Je ne t'aime pas (créativité, spontanéité et poésie collective), avec Michèle Barzach Paris, éditions Universitaires, 1974
- La Relation créatrice, Paris, éditions Universitaires, 1973
- Laing, Paris, éditions Universitaires, 1972
- Analyse des pratiques médicales et des croyances liées à la maladie et aux soins dans quinze communautés nicaraguayennes, Thèse, Paris, Sorbonne, 1969 (220 pages)[38]

### Autres langues
- The Global Code: How a New Culture of Universal Values Is Reshaping Business and Marketing, 2015, en anglais.
- Move UP, Penguin UK, 2015, en anglais.
- El Verbo De Las Culturas, Taurus, 2015, en espagnol.
- The Culture Codes (an ingenious way to understand why people around the world live and buy as they do), 2008, en anglais.
- 7 Secrets of Marketing in a Multi-Cultural World, première édition, Utah 2001 en anglais; Seconde édition : Tuxedo Productions, New York 2004 en anglais également.
- Cancer Social (le code pour Terrorisme) Tuxedo Productions, New York 2003, en anglais
- Versteh’ Deine ElternBucher, Munich, 1984, en allemand
- Escuchelo: Es Su HijoPomaire, Barcelona, Colección Libre, 1981, en espagnol
- La Relazione Créatrice, Cittadella Editrice,1975, en italien